# Iloilo (thành phố)
Thành phố Iloilo (tiếng Hiligaynon: Dakbanwa/Syudad sang Iloilo; tiếng Philippines: Lungsod ng Iloilo) là thủ phủ của tỉnh Iloilo ở Philippines. Đây là trung tâm vùng và là trung tâm kinh tế của vùng Tây Visayas. Thành phố có diện tích 56 km², dân số 365.820 người (2000), là thành phố đông dân thứ 9 ở Philippines. Mật độ dân số 6.533 người trên một km², bằng một nửa mức của Tokyo. Thành phố có sân bay Mandurriao

## Khí hậu
| Dữ liệu khí hậu của Iloilo, Philippines — NOAA Station Id: PH98637 | Dữ liệu khí hậu của Iloilo, Philippines — NOAA Station Id: PH98637 | Dữ liệu khí hậu của Iloilo, Philippines — NOAA Station Id: PH98637 | Dữ liệu khí hậu của Iloilo, Philippines — NOAA Station Id: PH98637 | Dữ liệu khí hậu của Iloilo, Philippines — NOAA Station Id: PH98637 | Dữ liệu khí hậu của Iloilo, Philippines — NOAA Station Id: PH98637 | Dữ liệu khí hậu của Iloilo, Philippines — NOAA Station Id: PH98637 | Dữ liệu khí hậu của Iloilo, Philippines — NOAA Station Id: PH98637 | Dữ liệu khí hậu của Iloilo, Philippines — NOAA Station Id: PH98637 | Dữ liệu khí hậu của Iloilo, Philippines — NOAA Station Id: PH98637 | Dữ liệu khí hậu của Iloilo, Philippines — NOAA Station Id: PH98637 | Dữ liệu khí hậu của Iloilo, Philippines — NOAA Station Id: PH98637 | Dữ liệu khí hậu của Iloilo, Philippines — NOAA Station Id: PH98637 | Dữ liệu khí hậu của Iloilo, Philippines — NOAA Station Id: PH98637 |
| Tháng                                                              | 1                                                                  | 2                                                                  | 3                                                                  | 4                                                                  | 5                                                                  | 6                                                                  | 7                                                                  | 8                                                                  | 9                                                                  | 10                                                                 | 11                                                                 | 12                                                                 | Năm                                                                |
| ------------------------------------------------------------------ | ------------------------------------------------------------------ | ------------------------------------------------------------------ | ------------------------------------------------------------------ | ------------------------------------------------------------------ | ------------------------------------------------------------------ | ------------------------------------------------------------------ | ------------------------------------------------------------------ | ------------------------------------------------------------------ | ------------------------------------------------------------------ | ------------------------------------------------------------------ | ------------------------------------------------------------------ | ------------------------------------------------------------------ | ------------------------------------------------------------------ |
| Cao kỉ lục °C (°F)                                                 | 33.2 (91.8)                                                        | 35.4 (95.7)                                                        | 35.3 (95.5)                                                        | 37.0 (98.6)                                                        | 36.8 (98.2)                                                        | 35.7 (96.3)                                                        | 35.2 (95.4)                                                        | 34.8 (94.6)                                                        | 36.0 (96.8)                                                        | 34.7 (94.5)                                                        | 34.8 (94.6)                                                        | 33.8 (92.8)                                                        | 37.0 (98.6)                                                        |
| Trung bình ngày tối đa °C (°F)                                     | 29.7 (85.5)                                                        | 30.2 (86.4)                                                        | 31.7 (89.1)                                                        | 33.1 (91.6)                                                        | 33.1 (91.6)                                                        | 31.6 (88.9)                                                        | 30.7 (87.3)                                                        | 30.4 (86.7)                                                        | 30.8 (87.4)                                                        | 31.1 (88.0)                                                        | 30.9 (87.6)                                                        | 30.2 (86.4)                                                        | 31.1 (88.0)                                                        |
| Trung bình ngày °C (°F)                                            | 26.1 (79.0)                                                        | 26.5 (79.7)                                                        | 27.6 (81.7)                                                        | 28.9 (84.0)                                                        | 29.1 (84.4)                                                        | 28.1 (82.6)                                                        | 27.6 (81.7)                                                        | 27.5 (81.5)                                                        | 27.6 (81.7)                                                        | 27.7 (81.9)                                                        | 27.5 (81.5)                                                        | 26.8 (80.2)                                                        | 27.6 (81.7)                                                        |
| Tối thiểu trung bình ngày °C (°F)                                  | 22.7 (72.9)                                                        | 22.7 (72.9)                                                        | 23.5 (74.3)                                                        | 24.6 (76.3)                                                        | 25.1 (77.2)                                                        | 24.7 (76.5)                                                        | 24.4 (75.9)                                                        | 24.5 (76.1)                                                        | 24.4 (75.9)                                                        | 24.2 (75.6)                                                        | 24.0 (75.2)                                                        | 23.4 (74.1)                                                        | 24.0 (75.2)                                                        |
| Thấp kỉ lục °C (°F)                                                | 18.5 (65.3)                                                        | 18.0 (64.4)                                                        | 19.3 (66.7)                                                        | 21.2 (70.2)                                                        | 21.7 (71.1)                                                        | 21.4 (70.5)                                                        | 19.8 (67.6)                                                        | 20.1 (68.2)                                                        | 20.1 (68.2)                                                        | 20.8 (69.4)                                                        | 20.3 (68.5)                                                        | 18.3 (64.9)                                                        | 18.0 (64.4)                                                        |
| Lượng mưa trung bình mm (inches)                                   | 39.9 (1.57)                                                        | 19.1 (0.75)                                                        | 27.1 (1.07)                                                        | 47.7 (1.88)                                                        | 117.9 (4.64)                                                       | 255.2 (10.05)                                                      | 313.2 (12.33)                                                      | 363.7 (14.32)                                                      | 266.8 (10.50)                                                      | 264.1 (10.40)                                                      | 174.8 (6.88)                                                       | 64.2 (2.53)                                                        | 1.953,7 (76.92)                                                    |
| Số ngày mưa trung bình (≥ 0.1 mm)                                  | 11                                                                 | 7                                                                  | 7                                                                  | 6                                                                  | 14                                                                 | 18                                                                 | 21                                                                 | 20                                                                 | 19                                                                 | 18                                                                 | 15                                                                 | 14                                                                 | 170                                                                |
| Độ ẩm tương đối trung bình (%)                                     | 82                                                                 | 80                                                                 | 75                                                                 | 73                                                                 | 77                                                                 | 82                                                                 | 85                                                                 | 85                                                                 | 85                                                                 | 84                                                                 | 84                                                                 | 83                                                                 | 81                                                                 |
| Nguồn 1: Climate Charts                                            |                                                                    |                                                                    |                                                                    |                                                                    |                                                                    |                                                                    |                                                                    |                                                                    |                                                                    |                                                                    |                                                                    |                                                                    |                                                                    |
| Nguồn 2: Deutscher Wetterdienst (records and rainy days)           |                                                                    |                                                                    |                                                                    |                                                                    |                                                                    |                                                                    |                                                                    |                                                                    |                                                                    |                                                                    |                                                                    |                                                                    |                                                                    |